# 原上猿
原上猿（Propliopithecus）是一屬已滅絕的猿。
原上猿長40厘米，像今天的長臂猿。牠的眼睛向前，有立體視覺。原上猿最有可能是雜食性的。原上猿有可能其實與埃及猿是同一種生物。若真的是這樣，原上猿的學名則會較埃及猿的優先。